# Tamara Zidanšeková
Tamara Zidanšeková (* 26. prosince 1997 Postojna) je slovinská profesionální tenistka. Ve své dosavadní kariéře na okruhu WTA Tour vyhrála jeden turnaj ve dvouhře a čtyři ve čtyřhře. K nim přidala dvě singlové trofeje a jedni deblovou v sérii WTA 125K. V rámci okruhu ITF získala sedmnáct titulů ve dvouhře a šest ve čtyřhře.
Na žebříčku WTA byla ve dvouhře nejvýše klasifikována v únoru 2022 na 22. místě a ve čtyřhře v lednu 2023 na 47. místě. Trénuje ji Blaž Kavčič.
Ve slovinském týmu Billie Jean King Cupu debutovala v roce 2017 základním blokem 2. skupiny zóny Evropy a Afriky proti Jihoafrické republice, v němž vyhrála nad Chanel Simmondsovou. Slovinky zvítězily 3:0 na zápasy. Do roku 2023 v soutěži nastoupila k dvanácti mezistátním utkáním s bilancí 7–5 ve dvouhře a 2–3 ve čtyřhře.

## Tenisová kariéra
V rámci událostí okruhu ITF debutovala v květnu 2014 na turnaji ve slovinském Velenje s dotací 10 tisíc dolarů. V soutěži vyhrála osm zápasů v řadě. Po tříkolové kvalifikaci se probojovala do finále dvouhry, v němž porazila Rakušanku Barbaru Haasovou.
Na okruhu WTA Tour debutovala na květnovém Grand Prix SAR La Princesse Lalla Meryem 2018 v Rabatu, kde prošla kvalifikačním sítem. Prvním vyhraným zápasem se stal duel úvodního kola, v němž přehrála Polku Magdu Linetteovou; ve druhém ji zastavila osmá nasazená Sie Šu-wej. Průlom do elitní světové stovky žebříčku WTA dvouhry zaznamenala v jeho vydání z 11. června 2018, když se posunula ze 122. na 95. místo. Dopomohlo jí k tomu 160 bodů za červnový titul na Bol Open 2018 ze série WTA 125K, na němž ve finále zdolala Linetteovou.

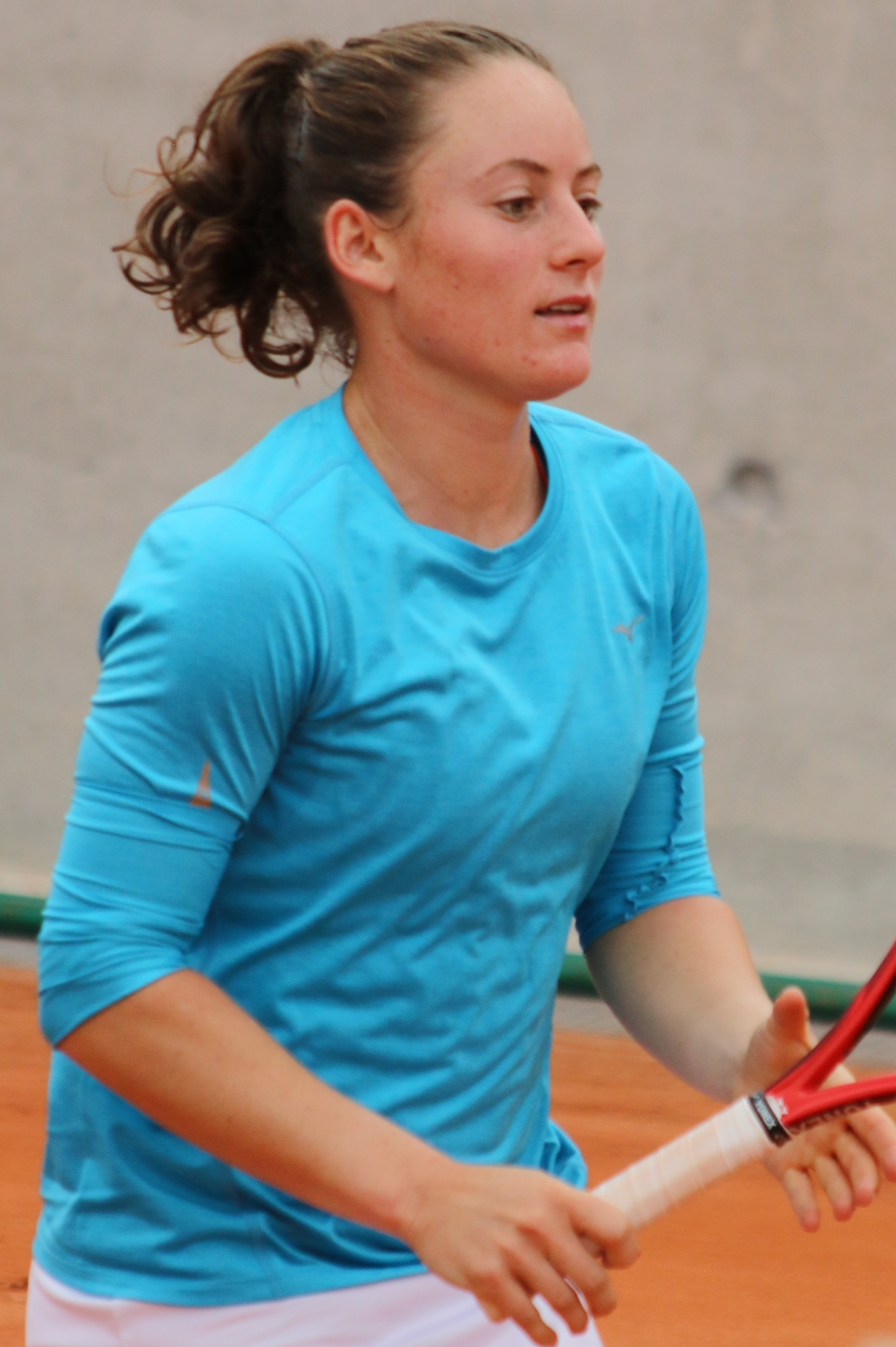
Tamara Zidanšeková na French Open 2019

Do semifinále dvouhry WTA Tour se premiérově probojovala o dva měsíce později na antukovém River Cupu 2018 v Moskvě, kde na její raketě skončila ve druhém kole turnajová dvojka Darja Kasatkinová. Před branami finále podlehla další zástupkyni ruského tenisu Anastasiji Potapovové, hrající na divokou kartu.
Debut v hlavní soutěži nejvyšší grandslamové kategorie přišel v ženském singlu US Open 2018. V úvodní fázi však nenašla recept na Francouzku Kristinu Mladenovicovou. První vítězný zápas na majoru následoval na lednovém Australian Open 2019. Po zvládnutém utkání s Australankou Darjou Gavrilovovou podlehla pozdější šampionce grandslamu a světové čtyřce Naomi Ósakaové.
Premiérovou trofej na túře WTA dobyla ve čtyřhře Tashkent Open 2018 po boku Srbky Olgy Danilovićové. V boji o titul zdolaly rumunské turnajové jedničky Irinu-Camelii Beguovou s Ioanou Ralucu Olaruovou po dvousetovém průběhu. Bodový zisk ji posunul na nové kariérní maximum, když jí v deblovém žebříčku WTA 1. října 2018 patřilo 177. místo.
Druhé semifinále ve dvouhře odehrála na lednovém Thailand Open 2019 v Hua Hinu, v němž prohrála s australskou turnajovou šestkou Ajlou Tomljanovićovou. Do prvního singlového finále se pak podívala na květnovém Nürnberger Versicherungscupu 2019 v Norimberku. Na její raketě postupně dohrály Misaki Doiová, třetí nasazená Ajla Tomljanovićová, Veronika Kuděrmetovová a v semifinále turnajová dvojka Kateřina Siniaková. Ve finále ji zdolala nejvýše nasazená Kazaška, a třicátá devátá žena žebříčku, Julia Putincevová po třísetovém průběhu.

## Finále na okruhu WTA Tour
| Legenda                                      |
| -------------------------------------------- |
| D – dvouhra; Č – čtyřhra                     |
| Grand Slam (0)                               |
| Turnaj mistryň (0)                           |
| Premier Mandatory & Premier 5 / WTA 1000 (0) |
| Premier / WTA 500 (0–1 Č)                    |
| International / WTA 250 (1–2 D, 4–2 Č)       |

### Dvouhra: 3 (1–2)
| Stav       | č. | datum             | turnaj              | kategorie     | povrch | soupeřka ve finále | výsledek           |
| ---------- | -- | ----------------- | ------------------- | ------------- | ------ | ------------------ | ------------------ |
| Finalistka | 1. | 25. května 2019   | Norimberk, Německo  | International | antuka | Julia Putincevová  | 6–4, 4–6, 2–6      |
| Finalistka | 2. | 11. dubna 2021    | Bogotá, Kolumbie    | WTA 250       | antuka | Camila Osoriová    | 7–5, 3–6, 4–6      |
| Vítězka    | 1. | 18. července 2021 | Lausanne, Švýcarsko | WTA 250       | antuka | Clara Burelová     | 4–6, 7–6(7–5), 6–1 |

### Čtyřhra: 7 (4–3)
| Stav       | č. | datum              | turnaj                       | kategorie     | povrch    | spoluhráčka         | soupeřky ve finále                           | výsledek          |
| ---------- | -- | ------------------ | ---------------------------- | ------------- | --------- | ------------------- | -------------------------------------------- | ----------------- |
| Vítězka    | 1. | 23. května 2018    | Taškent, Uzbekistán          | International | tvrdý     | Olga Danilovićová   | Irina-Camelia Beguová Ioana Raluca Olaruová  | 7–5, 6–3          |
| Finalistka | 1. | 15. září 2019      | Čeng-čou, Čína               | Premier       | tvrdý     | Yanina Wickmayerová | Nicole Melicharová Květa Peschkeová          | 1–6, 6–7(2–7)     |
| Vítězka    | 2. | 9. srpna 2020      | Palermo, Itálie              | International | antuka    | Arantxa Rusová      | Elisabetta Cocciarettová Martina Trevisanová | 7–5, 7–5          |
| Vítězka    | 3. | 15. listopadu 2020 | Linec, Rakousko              | International | tvrdý (h) | Arantxa Rusová      | Lucie Hradecká Kateřina Siniaková            | 6–3, 6–4          |
| Vítězka    | 4. | 11. června 2022    | 's-Hertogenbosch, Nizozemsko | WTA 250       | tráva     | Ellen Perezová      | Veronika Kuděrmetovová Elise Mertensová      | 6–3, 5–7, [12–10] |
| Finalistka | 2. | 16. července 2022  | Lausanne, Švýcarsko          | WTA 250       | antuka    | Ulrikke Eikeriová   | Olga Danilovićová Kristina Mladenovicová     | bez boje          |
| Finalistka | 3. | 1. října 2022      | Parma, Itálie                | WTA 250       | antuka    | Arantxa Rusová      | Anastasia Dețiuc Miriam Kolodziejová         | 6–1, 3–6, [8–10]  |

## Finále série WTA 125
| Legenda                  |
| ------------------------ |
| D – dvouhra; Č – čtyřhra |
| WTA 125 (3–0 D, 1–1 Č)   |

### Dvouhra: 3 (2–0)
| Stav    | č. | datum           | turnaj              | povrch | soupeřka ve finále    | výsledek      |
| ------- | -- | --------------- | ------------------- | ------ | --------------------- | ------------- |
| Vítězka | 1. | 10. června 2018 | Bol, Chorvatsko     | antuka | Magda Linetteová      | 6–1, 6–3      |
| Vítězka | 2. | 9. června 2019  | Bol, Chorvatsko (2) | antuka | Sara Sorribes Tormová | 7–5, 7–5      |
| Vítězka | 3. | 10. září 2023   | Bari, Itálie        | antuka | Rebecca Šramková      | 3–6, 7–5, 6–1 |

### Čtyřhra: 2 (1–1)
| Stav       | Č. | datum             | turnaj                  | povrch | spoluhráčka    | poražené finalistky                 | výsledek         |
| ---------- | -- | ----------------- | ----------------------- | ------ | -------------- | ----------------------------------- | ---------------- |
| Finalistka | 1. | 13. listopad 2022 | Colina, Chile           | antuka | Majar Šarífová | Aldila Sutjiadiová Jana Sizikovová  | 1–6, 6–3, [7–10] |
| Vítězka    | 1  | 31. března 2024   | San Luis Potosí, Mexiko | antuka | Anna Bondárová | Laura Pigossiová Katarzyna Piterová | w/o              |

## Tituly na okruhu ITF
| Legenda         | Legenda         |
| --------------- | --------------- |
| Turnaje W100    | Turnaje W80     |
| Turnaje W75/W60 | Turnaje W50     |
| Turnaje W35/W25 | Turnaje W15/W10 |

### Dvouhra (17 titulů )
| č.  | datum         | turnaj                          | kategorie | povrch | soupeřka ve finále          | výsledek      |
| --- | ------------- | ------------------------------- | --------- | ------ | --------------------------- | ------------- |
| 1.  | květen 2014   | Velenje, Slovinsko              | W10       | antuka | Barbara Haasová             | 6–4, 2–6, 3–6 |
| 2.  | červen 2015   | Banja Luka, Bosna a Hercegovina | W10       | antuka | Marina Kacharová            | 6–4, 2–6, 7–5 |
| 3.  | červen 2015   | Telavi, Gruzie                  | W10       | antuka | Sadafmoh Tolibovová         | 6–4, 6–1      |
| 4.  | červen 2015   | Telavi, Gruzie                  | W10       | antuka | Szabina Szlavikovicsová     | 6–3, 6–3      |
| 5.  | srpen 2015    | Arad, Rumunsko                  | W10       | antuka | Chantal Škamlová            | 6–1, 6–3      |
| 6.  | září 2015     | Dobrič, Bulharsko               | W25       | antuka | Polina Lejkinová            | 6–3, 6–2      |
| 7.  | duben 2016    | Hammámet, Tunisko               | W10       | antuka | Alice Bacquiéová            | 6–1, 6–0      |
| 8.  | květen 2016   | Győr, Maďarsko                  | W25       | antuka | Jekatěrina Alexandrovová    | 6–4, 6–4      |
| 9.  | květen 2016   | Hódmezővásárhely, Maďarsko      | W25       | antuka | Karolína Muchová            | 4–6, 6–2, 6–4 |
| 10. | prosinec 2016 | Santiago, Chile                 | W25       | antuka | Paula Cristina Gonçalvesová | 6–1, 6–4      |
| 11. | prosinec 2016 | Puné, Indie                     | W25       | tvrdý  | Polina Monovová             | 6–4, 6–2      |
| 12. | září 2017     | Pula, Itálie                    | W25       | antuka | Tereza Mrdežová             | 7–6(7–4), 7–5 |
| 13. | listopad 2017 | Bendigo, Austrálie              | W60       | tvrdý  | Olivia Rogowská             | 5–7, 6–1, 6–0 |
| 14. | únor 2018     | Curitiba, Brazílie              | W25       | antuka | Fiona Ferrová               | 7–5, 6–4      |
| 15. | duben 2018    | Pula, Itálie                    | W25       | antuka | Anastasia Grymalská         | 6–3, 6–1      |
| 16, | duben 2018    | Pula, Itálie                    | W25       | antuka | Myrtille Georgesová         | 6–1, 7–6(7–4) |
| 17, | prosinec 2018 | Puné, Indie                     | W25       | tvrdý  | Karman Thandiová            | 6–3, 6–4      |

### Čtyřhra (6 titulů)
| Č. | datum         | turnaj              | kategorie | povrch | spoluhráčka              | poražené finalistky                       | výsledek         |
| -- | ------------- | ------------------- | --------- | ------ | ------------------------ | ----------------------------------------- | ---------------- |
| 1. | duben 2015    | Bol, Chorvatsko     | W10       | antuka | Pia Čuková               | Natalija Šipeková Eva Zagoracová          | 6–1, 6–1         |
| 2. | srpen 2015    | Tarvisio, Itálie    | W10       | antuka | Pia Čuková               | Giorgia Marchettiová Maria Masiniová      | 6–1, 6–4         |
| 3. | říjen 2016    | Pula, Itálie        | W25       | antuka | Jil Teichmannová         | Claudia Giovineová Camilla Rosatellová    | 6–2, 6–4         |
| 4. | listopad 2016 | Santiago, Chile     | W25       | antuka | Guadalupe Pérez Rojasová | Usue Maitane Arconadová Georgia Bresciová | 6–3, 7–6(7–5)    |
| 5. | květen 2024   | Trnava, Slovensko   | W75       | antuka | Veronika Erjavecová      | Dalila Jakupovićová Sabrina Santamariaová | 6–4, 6–4         |
| 6. | srpen 2024    | Cary, Spojené státy | W100      | tvrdý  | Céline Naefová           | Oxana Kalašnikovová Iryna Šymanovičová    | 4–6, 6–3, [11–9] |